# Benita Araujo
Benita Coromoto Araujo de Chacón é uma política venezuelana, quem foi deputada à Assembleia Nacional pelo estado Mérida com a partido Ação Democrática.
Depois da reunião da COPA em Quebec, Benita Araujo solicitou que a Assembleia Nacional analisasse a entrada de Venezuela no ALCA.